# 費多里夫卡 (梅利托波爾區)
46°59′39″N 35°16′10″E / 46.99417°N 35.26944°E

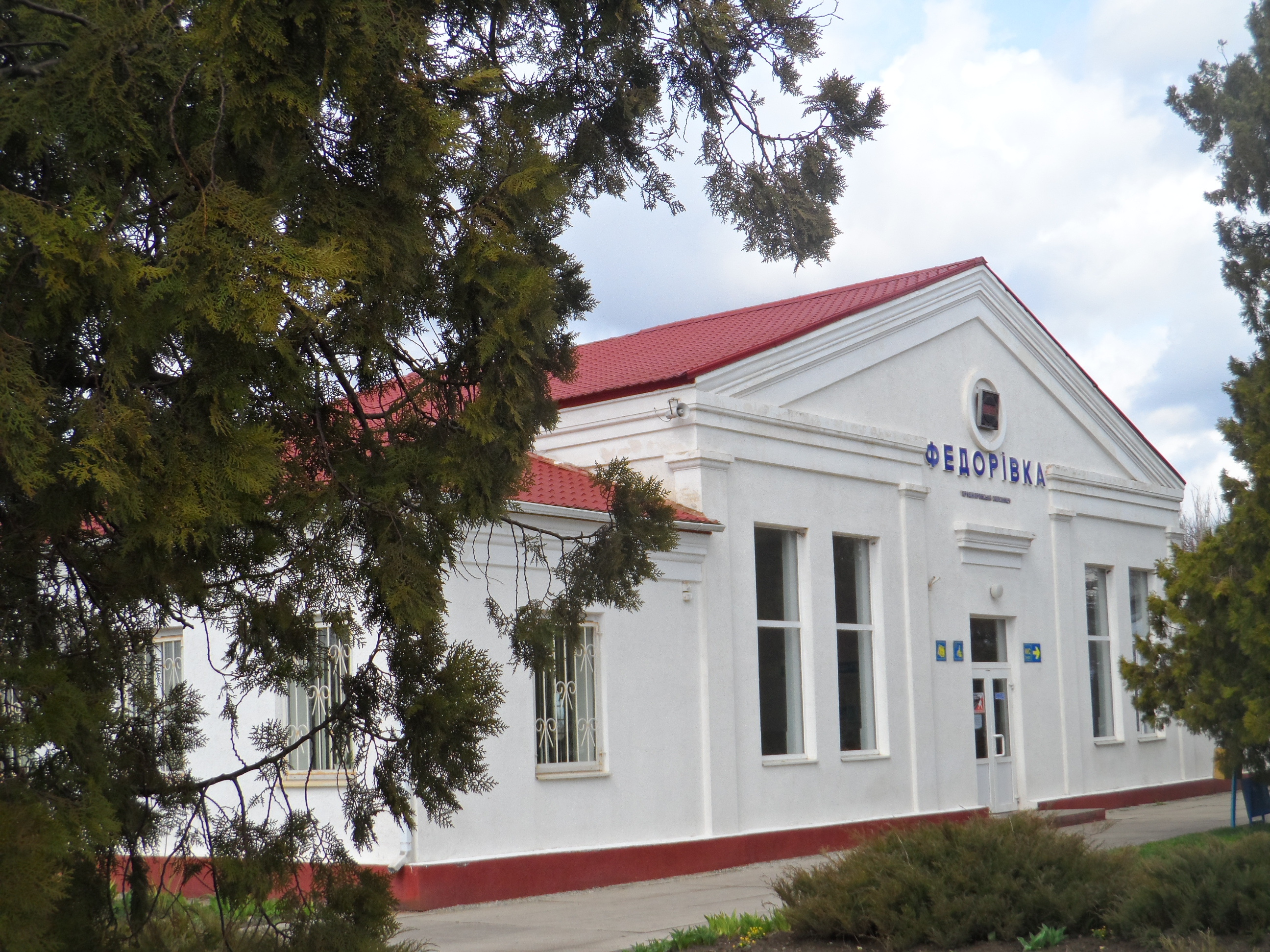

費多里夫卡（烏克蘭語：Федорівка）是位於烏克蘭東南部的村莊，由扎波羅熱州梅利托波爾區的泰爾平尼亞市鎮負責管轄。該村始建於1872年，面積4.07平方公里，海拔高度77米，2001年人口396，人口密度每平方公里97.3人。